# سفارة اليابان في أذربيجان
سفارة اليابان في أذربيجان هي أرفع تمثيل دبلوماسي لدولة اليابان لدى أذربيجان. تقع السفارة في باكو وهي تهدف لتعزيز المصالح اليابانية في أذربيجان.

## وصلات خارجية
- قائمة سفارات اليابان
- قائمة السفارات في أذربيجان